# Instytut Filologii Angielskiej
Instytut Filologii Angielskiej lub Instytut Anglistyki – jednostka wydziałowa, której przedmiotem dydaktyki i badań jest nauka o języku angielskim, literaturze angielskiej oraz kulturze krajów angielskiego obszaru językowego.
Przykłady filologii angielskich (anglistyk) jako jednostek wydziałowych przy uczelniach wyższych w Polsce:
- Instytut Anglistyki na Uniwersytecie Łódzkim (IA UŁ)
- Instytut Anglistyki na Uniwersytecie Marii Curie-Skłodowskiej (IA UMCS)
- Instytut Anglistyki na Uniwersytecie Warszawskim (IA UW)
- Instytut Filologii Angielskiej na Uniwersytecie im. Adama Mickiewicza w Poznaniu (IFA UAM) (od 1 stycznia 2012 r. Wydział Anglistyki)
- Instytut Filologii Angielskiej na Uniwersytecie Jagiellońskim (IFA UJ)
- Instytut Filologii Angielskiej na Uniwersytecie Wrocławskim (IFA UWr)
- Instytut Filologii Angielskiej Szkoły Wyższej Psychologii Społecznej